# 위상환
수학에서 위상환(位相環, 영어: topological ring)은 환의 구조가 주어진 위상 공간이다.

## 정의
위상환 {\displaystyle R}은 위상 공간과 환의 구조가 둘 다 주어져, 환의 대수적 연산들이 연속 함수인 경우다. 즉, 다음 연산들이 연속 함수여야 한다.
- 덧셈 {\displaystyle +\colon R\times R\to R}
- 덧셈의 역 {\displaystyle -\colon R\to R}
- 곱셈 {\displaystyle \cdot \colon R\times R\to R}

따라서, 위상환은 아벨 위상군을 이룬다.
위상체(位相體, 영어: topological field)는 위상 공간과 체의 구조가 둘 다 주어져, 체의 대수적 연산들이 연속 함수인 경우다. 즉, 다음 연산들이 연속 함수여야 한다.
- 덧셈 {\displaystyle +\colon R\times R\to R}
- 덧셈의 역 {\displaystyle -\colon R\to R}
- 곱셈 {\displaystyle \cdot \colon R\times R\to R}
- 곱셈의 역 {\displaystyle ^{-1}\colon R\setminus \{0\}\to R}

위상체는 위상환의 특별한 경우다.

## 분류

### 국소 콤팩트 위상체
모든 비이산 하우스도르프 국소  콤팩트 위상체 {\displaystyle L}은 다음 체들 가운데 하나의 유한 확대이다.
- {\displaystyle K=\mathbb {R} }. 즉, {\displaystyle L=\mathbb {R} }이거나 {\displaystyle L=\mathbb {C} }이다.
- {\displaystyle K=\mathbb {Q} _{p}} (p진수체)
- {\displaystyle K=\mathbb {F} _{p}((t))} ({\displaystyle \mathbb {F} _{p}}의 형식적 로랑 급수체)

## 같이 보기
- 위상 벡터 공간

## 참고 문헌
1. ↑  Clark, Pete L. “Chapter 5: locally compact fields” (PDF). 《University of Georgia》 (영어). 2024년 7월 8일에 원본 문서 (PDF)에서 보존된 문서. 2024년 7월 10일에 확인함.